# セサミえいごワールド
『セサミえいごワールド』（英語: Sesame English）は、『セサミストリート』を制作するアメリカ合衆国のセサミワークショップが、1999年から2000年にかけて英語を母国語としない国の子ども達向けに制作した英語教育番組である。ベルリッツ コーポレーションとの共同制作。

## 内容
とっても陽気で行動的なバイリンガルのキャラクター「ティンゴ」（Tingo）がアメリカにやってきて、英語とアメリカの文化にふれていく。ティンゴは歌が大好きな高校生の女の子「ニッキ」（Niki）の家にホームステイし、ニッキやその家族、友だちから色々なことを教わりながら成長していく。全52話のエピソードからなるストーリーである。

## 日本での放送
2001年4月7日から2004年4月3日までNHK教育テレビで「セサミストリート」内の15分番組のコーナーとして放送された。この番組が放送されるときはいつも、エルモと一緒にいるビッグバードがこの番組を紹介していた。

## 登場人物
- ティンゴ

演：ジョン・タータリア、ララ・マクリーン（声：真殿光昭）
4000ヵ所の国の言葉が話せるモンスター、トラに似ている。
吹き替え版ではティンゴが視聴者に向けて話す際は日本語、仲間たちには英語で話すことになっている。
- ニッキ

演：ケリー・カルバックツ
ティンゴとは親友で相棒でもある。
- ジェイク

演：ロジャー・バート
ニッキの赤ちゃんのいとこ
- ジェニー

演：ロジャー・バート
女装した男
- ケビン

演：ロジャー・バート
- フォン

演：ビビアン・バイブバイ
- ケイティ

演：エイミー・キャリックホフ
- マイク

演：ワリ・コリンズ
- ニッキのお母さん

演：カレン・マーフィー
- ニッキのお父さん

演：ジョナサン・フリーマン
- ニッキのおばあちゃん

演：カレン・マーフィー
- ニッキのおじいちゃん

演：ジョナサン・フリーマン
- アニー

演：セレナ・ネルソン
- サマンサ

演：シャノン・ウォーカー・ウィリアムズ

## エピソードリスト
| No. | サブタイトル                       | 原題                                | 放送日        |
| --- | ---------------------------------- | ----------------------------------- | ------------- |
| 1   | ウェルカム!ティンゴ                | All in the Family                   | 2001年 4月7日 |
| 2   | おきてよ、ニッキ                   | Wake Up, Niki!                      | 4月14日       |
| 3   | どんな気分？                       | How Does It Feel?                   | 4月21日       |
| 4   | お休み、ベイビー                   | Go to Sleep!                        | 4月28日       |
| 5   | みんな大好き、バンドの仲間         | I like you.                         | 5月5日        |
| 6   | だいじょうぶ？ティンゴ             | Are you okay?                       | 5月12日       |
| 7   | ラバーダッキーはボクのもの         | It's mine.                          | 5月19日       |
| 8   | テーブルを飛び越える？おばあちゃん | Go over the Table.                  | 5月26日       |
| 9   | 笑って！パチリ                     | Smile                               | 6月2日        |
| 10  | ジェイク、お口を見せて             | Show me your mouth.                 | 6月9日        |
| 11  | 小さなシマウマがほしい             | I need a small zebra.               | 6月16日       |
| 12  | こわくて眠れない                   | I'm scared.                         | 6月23日       |
| 13  | 大そうじは押したり引いたり         | I push. You pull.                   | 6月30日       |
| 14  | ボールはどこにあるでしょう？       | Where is it?                        | 7月7日        |
| 15  | そんな早口じゃ分からない           | I don't Understand.                 | 7月14日       |
| 16  | できるじゃない、ジェニー           | You can do it.                      | 7月21日       |
| 17  | おなかがすいたよ                   | I'm Hungry                          | 7月28日       |
| 18  | 水をください                       | Give me some water                  | 8月4日        |
| 19  | ここにも卵が落ちてる！             | Here's another one!                 | 8月11日       |
| 20  | この曲は好きじゃない               | I don't like it.                    | 8月18日       |
| 21  | もうすぐできまーす！               | Coming right up!                    | 8月25日       |
| 22  | 料理を手伝って上げようか？         | Can I help you?                     | 9月1日        |
| 23  | ホットドッグをもうひとつ           | May I have another hot dog?         | 9月8日        |
| 24  | チョコレートケーキが食べたい       | I want some chocolate cake          | 9月15日       |
| 25  | ビーチへ行こう                     | I'm going to the beach.             | 9月22日       |
| 26  | 寒くなったり暑くなったり           | I'm cold. I'm hot.                  | 9月29日       |
| 27  | お願い、ティッシュを取って         | Would you get me some tissues?      | 10月6日       |
| 28  | 何しにいくの？ニッキ               | Where are you going?                | 10月13日      |
| 29  | そこだ！虫をつかまえろ             | It's down there.                    | 10月20日      |
| 30  | きょうのお天気は？                 | How's the weather?                  | 10月27日      |
| 31  | どうしてコート着ないの？           | Why not?                            | 11月3日       |
| 32  | 学校へ行く時間だよ                 | it's time to go to school           | 11月10日      |
| 33  | パックパックが見つからない         | I can't find my backpack.           | 11月17日      |
| 34  | いまやりたいことは何？             | What do you want to do?             | 11月24日      |
| 35  | キャッチボールをしよう             | I'm going to throw the ball.        | 12月1日       |
| 36  | もっと急いで！もっとゆっくり！     | Speed up! Slow down!                | 12月8日       |
| 37  | ピサを食べちゃダメ                 | Don't eat the pizza.                | 12月15日      |
| 38  | 映画に出てくれませんか？           | Would you like to be in my movie?   | 12月22日      |
| 39  | 気をつけて踊りましょう             | Be careful.                         | 12月29日      |
| 40  | ぼくは背が高～い                   | I'm tall.                           | 2002年 1月5日 |
| 41  | 競走しようよ、ニッキ               | Let's Race                          | 1月12日       |
| 42  | ぼくがコーチしてあげようか？       | Can I Be a Coach?                   | 1月19日       |
| 43  | あなたが好きなスポーツは？         | What's Your Favorite Sport?         | 1月26日       |
| 44  | バットはこう構えなくちゃ           | You have to hold the bat like this. | 2月2日        |
| 45  | 指がはまって動けない               | I'm stuck                           | 2月9日        |
| 46  | マウスはどこ？                     | Where Is the "Mouse"?               | 2月16日       |
| 47  | ジェニーほブランコがお好き         | I like to Swing.                    | 2月23日       |
| 48  | ぼくも練習しなくちゃ               | I need to practice.                 | 3月2日        |
| 49  | 楽しかった1年間                    | We had fun                          | 3月9日        |
| 50  | こんなことがあったね               | That's What Happened.               | 3月16日       |
| 51  | どこに置いたか覚えてる？           | Do you Remember?                    | 2003年 5月4日 |
| 52  | それで次はどうなった？             | What happened Next?                 | 5月11日       |

## 映像ソフト化
セサミえいごワールド コンプリートコレクション
- 第1巻（かぞく と おうち）
  - Nice to meet you.（はじめまして！ティンゴ）
  - Wake up, Niki!（起きてよ、ニッキ）
  - How Does It Feel?（どんな気分？）
  - Go to Sleep!（おやすみ、ベイビー）
  - I like you.（みんな大好き、バンドの仲間）
  - Are you okay?（だいじょうぶ？ティンゴ）
  - It's mine.（ラバーダッキーはボクのもの）
  - Go over the Table.（テーブルを飛び越える？おばあちゃん）
- 第2巻（どうぶつ や ペット）
  - Smile（笑って！パチリ）
  - Show me your mouth.（ジェイク、お口を見せて）
  - I need a small zebra.（小さなシマウマがほしい）
  - I'm scared.（こわくて眠れない）
  - I push. You pull.（大そうじは押したり引いたり）
  - Where is it?（ボールはどこにあるでしょう？）
  - I don't Understand.（そんな早口じゃわからない）
  - You can do it.（できるじゃない！ジェニー）
- 第3巻（たべもの と おしょくじ）
  - I'm hungry（おなかがすいたよ）
  - Give me some water（水をください）
  - Here's another one!（ここにも卵が落ちてる！）
  - I don't like it.（この曲は好きじゃない）
  - Coming right up!（もうすぐできまーす！）
  - Can I help you?（料理を作ってあげようか？）
  - May I have another hot dog?（ホットドッグをもうひとつ）
  - I want some chocolate cake（チョコレートケーキが食べたい）
- 第4巻 （てんき・きせつ・じかん）
  - I'm going to the beach.（ビーチへ行こう）
  - I'm cold. I'm hot.（寒くなったり暑くなったり）
  - Would you get me some tissues?（お願い、ティッシュを取って）
  - Where are you going?（何しに行くの？ニッキ）
  - It's down there.（そこだ！虫を捕まえろ）
  - How's the weather?（今日のお天気は？）
  - Why not?（どうしてコートを着ないの？）
  - it's time to go to school（学校へ行く時間だよ）
- 第5巻（おともだち）
  - I can't find my backpack.（バックパックが見つからない）
  - What do you want to do?（いまやりたいことは何？）
  - I'm going to throw the ball.（キャッチボールをしよう）
  - Speed up! Slow down!（もっと急いで！もっとゆっくり！）
  - Don't eat the pizza.（ピザを食べちゃダメ）
  - Would you like to be in my movie?（映画にでてくれませんか？）
  - Be careful.（気を付けて踊りましょう）
  - I'm tall.（僕は背が高～い）
- 第6巻（おもちゃ・あそび・スポーツ）
  - Let's Race（競争しようよ、ニッキ）
  - Can I Be a Coach?（ぼくがコーチしてあげようか？）
  - What's your Favorite Sport?（あなたが好きなスポーツは？）
  - You have to hold the bat like this.（バットはこう構えなくちゃ）
  - I'm stuck（指がはまって動けない）
  - Where Is the "Mouse"?（"マウス"はどこ？）
  - I like to Swing.（ジェニーはブランコがお好き）
  - I need to practice.（ぼくも練習しなくちゃ）
- 第7巻（おもいだしてみよう）
  - Do you Remember? (どこに置いたか覚えてる？)
  - What happened Next?（それで、次はどうなった？）
  - We had fun（楽しかった1年間）
  - That's What Happened.（こんなことがあったね）

## 日本語版スタッフ
NHK教育版
- 翻訳 - 片岡由紀子
- 演出 - 佐々木由香
- 製作協力 - NHKインターナショナル